# Руставський тролейбус
Руставський троле́йбус (груз. რუსთავის ტროლეიბუსი) — закрита тролейбусна система в грузинському місті  Руставі. 

## Історія
16 лютого 1971 року в Руставі було відкрито тролейбусний рух, який відкривали тролейбуси Škoda 9Tr та  ЗіУ-5Д. До 1979 року тролейбуси в правобережній частині міста курсували до Месхішвілі, після 1979 року — до вулиці Ташкентської, з 1984 року — до 21-го мікрорайону. 1985 року тролейбусна мережа досягла максимального розвитку. Тоді в місті протяжність ліній складала 49 км і мала 8 тролейбусних маршрутів.
Станом на 1999 рік експлуатувалися тролейбуси Škoda 9Tr, Škoda 14Tr, Ikarus 280T та ЗіУ-682 (8 ЗіУ-9 тролейбусів надійшли з Афін та 2 з Тбілісі.
На початку 1990-х років була побудована тролейбусна лінія від ПКіВ по проспекту Леніна, відразу за річкою Кура, вулицею Будівельників до Цементного заводу, але лінія так і не була введена в експлуатацію і у 1993 році її демонтували.
Наприкінці 2006 року існувало лише 3 тролейбусних маршрутів:
| Тролейбусні маршрути наприкінці 2006 року | Тролейбусні маршрути наприкінці 2006 року | Тролейбусні маршрути наприкінці 2006 року |
| №                                         | Початковий пункт                          | Кінцевий пункт                            |
| ----------------------------------------- | ----------------------------------------- | ----------------------------------------- |
| 1                                         | Автовокзал                                | РМЗ                                       |
| 3                                         | Залізничний вокзал                        | Автовокзал                                |
| 5                                         | Залізничний вокзал                        | Вулиця Леонідзе                           |

Найдивніше в тролейбусній системі Руставі було те, що поки на вулицях міста були ями із залишками асфальту та глибокі калюжі, тролейбуси по цих вулицях ледве пересувалися, бо їхати просто не було можливо, як тільки вулиці приводили до нормального ладу — припинявся рух тролейбусів (так був скасований маршрут № 1, а з 2007 року — скорочений маршрут № 5 до вулиці Месхішвілі). Через те, що проводилася реконструкція вулиць, одночасно це супроводжувалася зняттям контактної мережі, яка по завершеню дорожніх робіт не відновлювалась.
24 жовтня 2009 року, із закриттям останнього тролейбусного маршруту № 5, було остаточно припинено тролейбусний рух в місті Руставі.

## Маршрути
У лівобережній частині міста, річка Кура поділяє місто Руставі на ліву та праву частину, тролейбуси курсували однаково попарно — № 1 та № 6, № 2 та № 7, № 3 та № 5. У правобережній частині міста  — маршрути № 1, 2 та 3 прямували «прямо», а маршрути № 5, 6 та 7 повертали на вулицю Клдіашвілі через вулицю Тодрія. Маршрут № 4 прямував у лівобережній частині міста за кільцевим рухом. Що стосується маршрутів № 2, 3, 5, 6, то вони у 1980—1990-х роках курсували то через вулицю Ташкентську, то до 21-го мікрорайону.
| Перелік тролейбусних маршрутів міста Руставі | Перелік тролейбусних маршрутів міста Руставі | Перелік тролейбусних маршрутів міста Руставі | Перелік тролейбусних маршрутів міста Руставі | Перелік тролейбусних маршрутів міста Руставі |
| №                                            | Початковий пункт                             | Маршрут руху | Кінцевий пункт                               | Примітки |
| -------------------------------------------- | -------------------------------------------- | --- | -------------------------------------------- | --- |
| 1                                            | РМЗ                                          | просп. Леніна — просп. Дружби народів — Автовокзал — вул. Кутаїська — 21-й мікрорайон — вул. Леонідзе — вул. Тодрія — вул. Клдіашвілі — просп. Дружби народів — просп. Леніна | РМЗ                                          | |
| 2                                            | Проспект Дружби народів                      | вул. Руставелі- просп. Леніна — просп. Дружби народів — вул. Ташкентська — вул. Леонідзе — вул. Клдіашвілі — просп. Дружби народів — просп. Леніна — вул. Комсомольська — вул. Гагаріна — РМЗ — вул. Кірова — тролейбусне депо                                                                                                 | Залізничний вокзал                           | |
| 3                                            | ВО «Азот»                                    | РЗХВ — Гардабанське шосе — міст через залізницю (Горбатий міст) — вул. Кірова — вул. Шота Руставелі — просп. Леніна — просп. Дружби народів — вул. Ташкентська — вул. Леонідзе — вул. Клдіашвілі — просп. Дружби народів — просп. Леніна — вул. Шота Руставелі — вул. Кірова — міст через залізницю — Гардабанське шосе — РЗХВ | ВО «Азот»                                    | |
| 4                                            | РМЗ                                          | вул. Гагаріна — вул. Комсомольська — пл. Леніна — вул. Шота Руставелі — вул. Кірова — вул. Гагаріна | РМЗ                                          | Кільцевий |
| 5                                            | 21-й мікрорайон                              | вул. Леонідзе — вул. Тодрія — вул. Клдіашвілі — просп. Дружби народів — просп. Леніна | ВО «Азот»                                    | Закритий як останній тролейбусний маршрут в місті 24 жовтня 2009 року.                                                                            |
| 6                                            | 21-й мікрорайон                              | просп. Леніна — просп. Дружби народів — вул. Клдіашвілі — вул. Тодрія — вул. Ташкентська — просп. Дружби народів — просп. Леніна | РМЗ                                          | |
| 7                                            | Залізничний вокзал                           | вул. Шота Руставелі — просп. Леніна — просп. Дружби народів — вул. Клдіашвілі — вул. Тодрія — вул. Ташкентська — просп. Дружби народів — просп. Леніна — вул. Комсомольська — вул. Гагаріна — РМЗ — вул. Кірова — тролейбусне депо                                                                                             | Залізничний вокзал                           | |
| 8                                            | Завод «Центроліт»                            | | РМЗ                                          | Проіснував нетривалий час |
| б/н                                          | РМЗ                                          | Внутрішньозаводський маршрут | РМЗ                                          | На цьому маршруті свого часу працювали колишні московські тролейбуси Ikarus 280T. Після закриття маршруту, вони працювали і на міських маршрутах. |

За деякими даними існувала міжміська тролейбусна лінія Тбілісі — Руставі.

## Рухомий склад
В Руставі за всю історію тролейбусного руху експлуатувалися різні типи моделей тролейбусів.
| Рухомий склад                                                        | Рухомий склад     |
| Тип моделі                                                           | Роки експлуатації |
| -------------------------------------------------------------------- | ----------------- |
| Škoda 9Tr                                                            | 1971—2000-ні      |
| ЗіУ-5Д                                                               | 1971—1980-ті      |
| ЗіУ-682В-012 [В0А] ЗіУ-682Г [Г00] ЗіУ-682УГ                          | 1983—2009         |
| Škoda 14Tr Škoda 14Tr02 Škoda 14Tr02/6 Škoda 14Tr11/6 Škoda 14Tr89/6 | 1984—2006         |
| СВАРЗ-Ikarus 280T                                                    | 1993—2003         |